# Industrie pétrolière en Galicie orientale

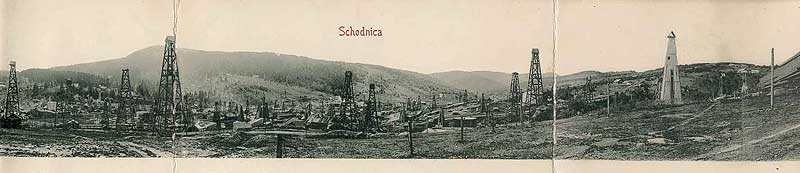
Panorama de Skhidnytsia au début du XXe siècle.

L'industrie pétrolière en Galicie orientale, du milieu du XIXe siècle aux années 1980, représente une part importante de la production pétrolière en Europe. Elle se concentre dans les districts de Drohobych et Boryslav. Cette région appartient à l'empire d'Autriche, devenu en 1867 l'Empire austro-hongrois, puis, de 1918 à 1939, à la Pologne. Disputée pendant les deux guerres mondiales où elle alimente en pétrole l'Allemagne et ses alliés, elle devient en 1945 une partie de la république soviétique d'Ukraine, puis de l'Ukraine indépendante à partir de 1991. La production décline et devient marginale à la fin du XXe siècle.

## Le pétrole sous la monarchie autrichienne

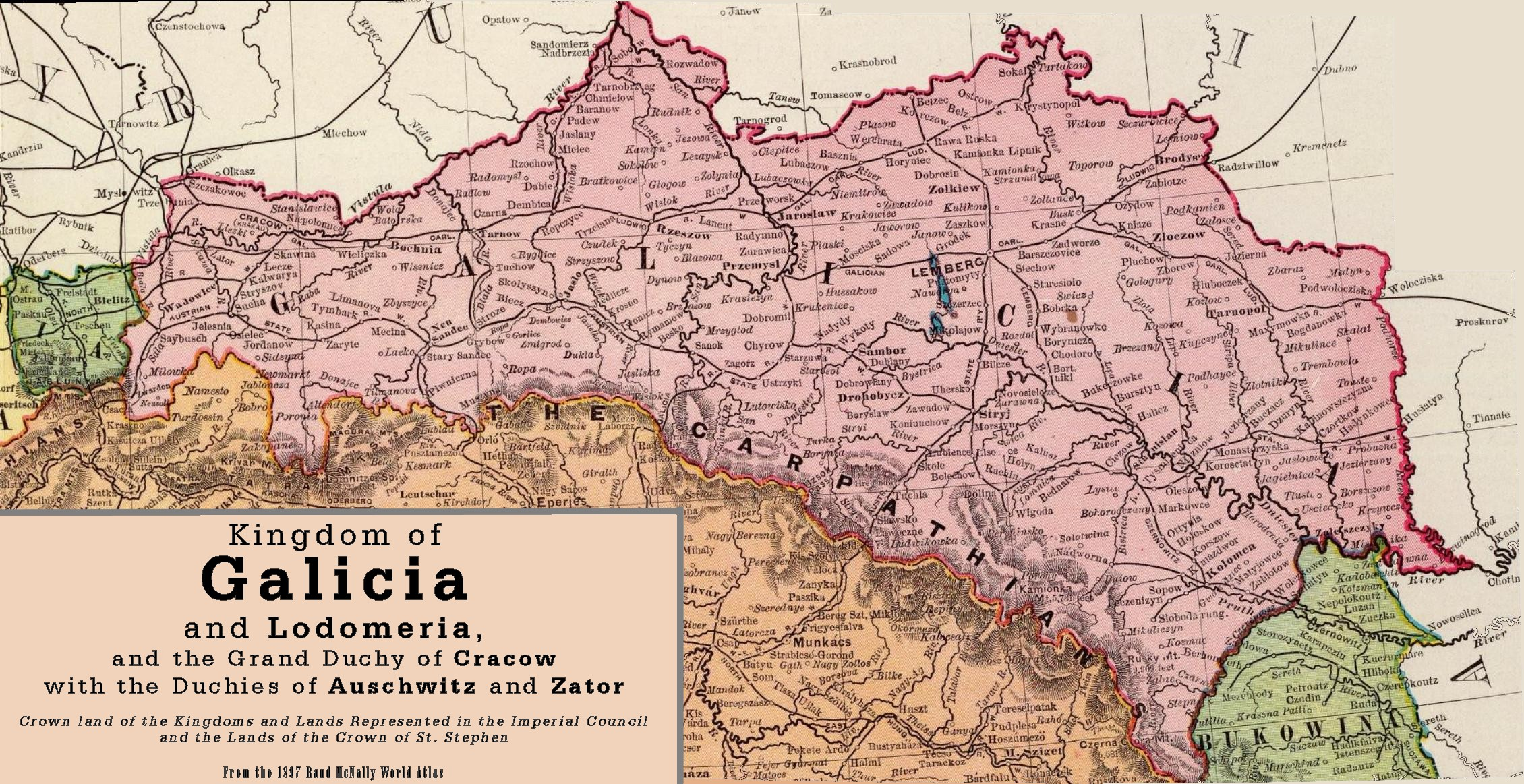
Carte de Galicie en 1897 : Drohobycz (Drohobytch) et Boryslaw (Boryslav) sont au sud-ouest de Lemberg (Lviv).

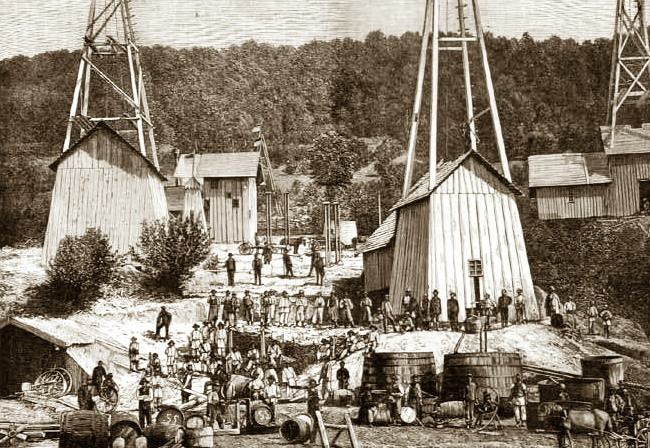
Puits de pétrole en Galicie en 1881.

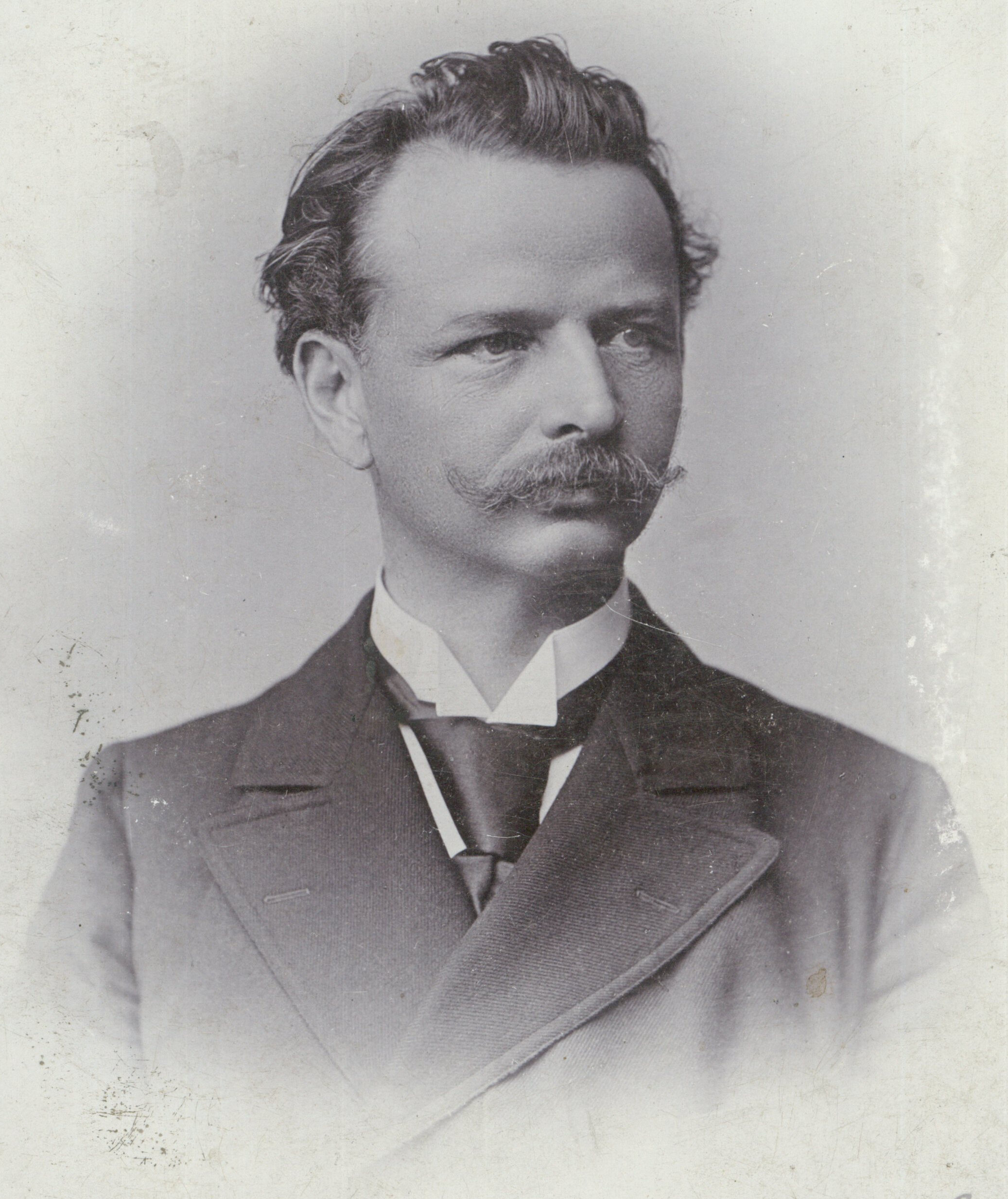
Stanisław Szczepanowski, (1846—1900), industriel du pétrole galicien.

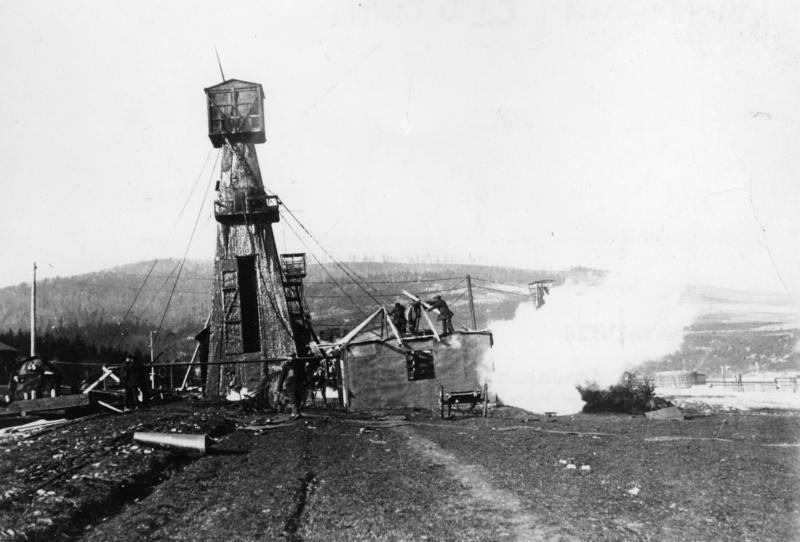
Puits de pétrole à Boryslav, 1909.

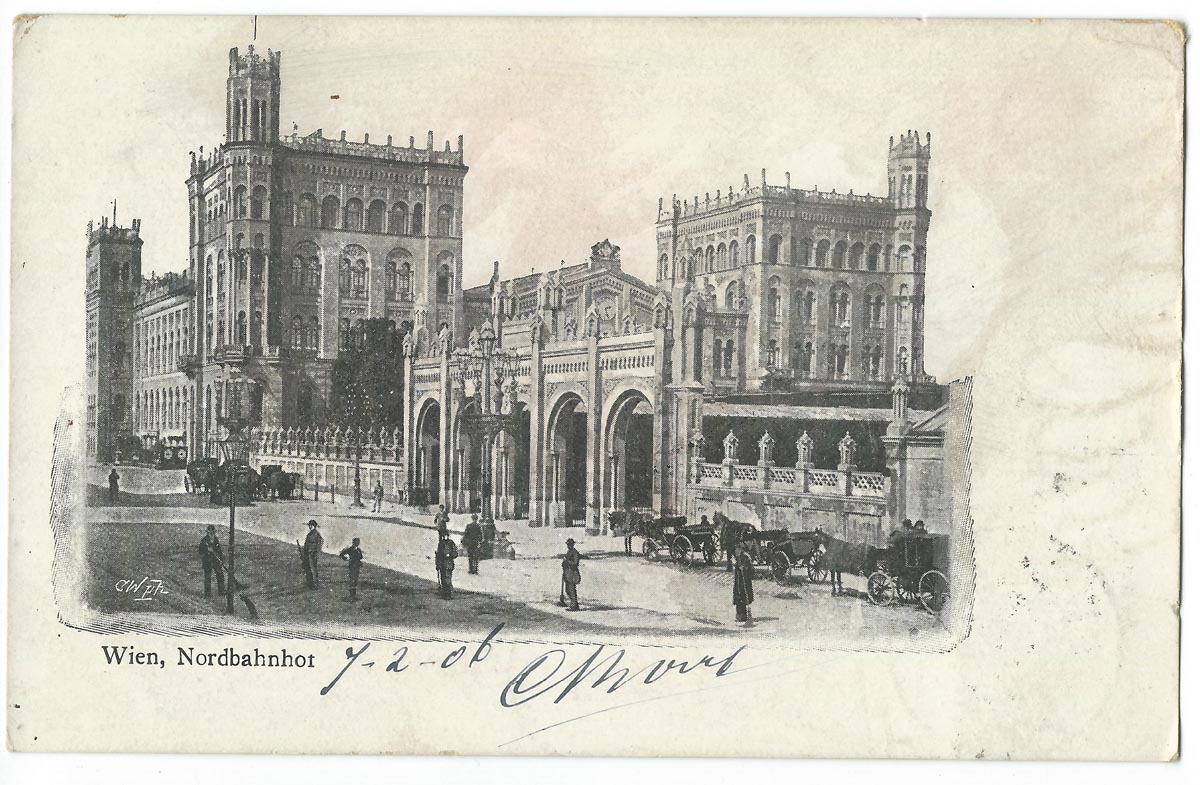
Gare du Nord à Vienne, un des premiers bâtiments éclairés au pétrole galicien, en 1906.

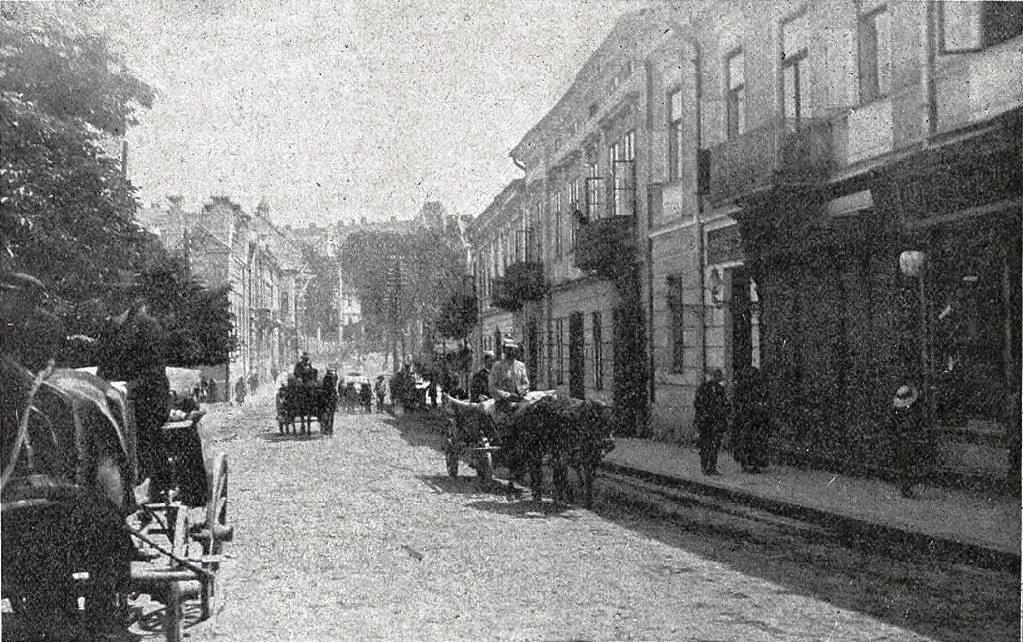
Drohobytch en 1911.

Au début du XIXe siècle, le pétrole est exploité de façon artisanale dans la région des Carpates boisées qui dépend du royaume de Galicie et de Lodomérie, possession de la monarchie de Habsbourg depuis 1772. Les principaux gisements se trouvent à Trouskavets et Slaboda (uk). On le trouve en creusant des fosses ; il peut aussi jaillir du sol spontanément. De bonne qualité et sans odeur désagréable, il est utilisé pour graisser les cuirs et les roues de voiture. En 1816, il fait l'objet d'un essai d'éclairage urbain à Vienne et Prague mais la production est insuffisante pour les besoins, évalués à 250 quintaux par an pour la seule ville de Prague. Cependant, il reste employé pour l'éclairage urbain de Drohobytch et dans les mines et prisons de la région.
En 1852, un ingénieur local, Ignacy Łukasiewicz, met au point des procédés plus efficace de lampe à pétrole et de distillation. Le premier puits de pétrole d'Europe est foré en 1854 à Bóbrka, dans le district de Krosno, mais c'est autour de Boryslav que les principaux gisements sont découverts. Le pétrole galicien est utilisé pour l'éclairage des hôpitaux de Lemberg (Lviv) et la gare du Nord à Vienne (de).
Un homme d'affaires galicien, Stanisław Szczepanowski (en), joue un rôle important dans le développement de l'exploitation pétrolière à partir de 1881 et participe à la création d'une Société pétrolière nationale en Galicie en 1883. Il fait campagne contre l'importation du pétrole russe de Bakou et obtient qu'il soit soumis à des droits de douane. Il est en même temps un des soutiens du nationalisme polonais, élu député à la Diète d'Empire en 1886, au parlement régional de Galicie en 1889, et participe à l'organisation de l'exposition universelle de Galicie à Lviv en 1894. Des investissements imprudents, la mauvaise volonté des « banquiers viennois » et les pratiques douteuses d'un de ses associés qui meurt en prison conduisent à la chute de ses entreprises en 1899 ; il meurt l'année suivante et a droit à de grandes obsèques solennelles et patriotiques à Lviv.
Les principaux gisements d'avant-guerre sont ceux de Boryslav et Tustanovychi qui, en 1905, totalisent 550 000 tonnes sur 800 000, suivis par ceux de Krosno (Jasło), en Galicie occidentale, et de Skhidnytsia. Les forages atteignent 1 000 à 1 100 mètres de profondeur. La production augmente rapidement avec l'introduction du forage « canadien » en 1884. Elle atteint son maximum d'avant-guerre en 1910 avec 2 076 740 tonnes, soit 5,22% de la production mondiale, ce qui fait de la Galicie le troisième producteur du monde. Le capital austro-hongrois étant insuffisant, à partir de 1885, le développement industriel nécessite des capitaux étrangers, notamment français et belges : plusieurs sociétés sont fondées entre 1886 et 1904, le capital ayant tendance à se  concentrer à la veille de la guerre. Selon une étude réalisée en 1917 par le comité national polonais à Paris, l'industrie pétrolière en Galicie, en 1913, représente un capital de 620 millions de couronnes austro-hongroises dont 32% de provenance austro-hongroise, 17% britannique, 15% allemande, 14% française. En 1911, 34 sociétés françaises et belges détiennent des parts dans l'extraction ou le raffinage du pétrole galicien, dont 14 du département du Nord. Le principal groupe français, le Consortium du Nord - Silva Plana, détient en 1914 un capital de 30 millions de francs sur les 74 millions d'investissements français dans le pétrole galicien. Pendant la guerre, il parvient à échapper à la confiscation en transférant ses avoirs à une société suisse. Pendant la phase de récession des années 1910, plusieurs petites entreprises locales, appartenant le plus souvent à des juifs, sont expropriées au profit de grands groupes.

## D'une guerre à l'autre (1914-1945)

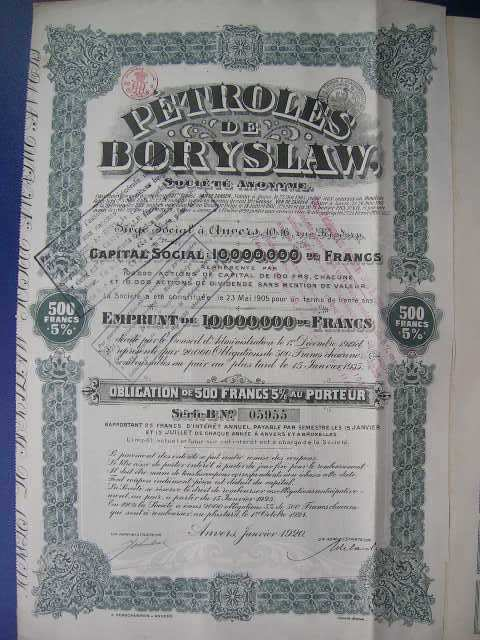
Obligation à 5% des Pétroles de Boryslaw, 1920.

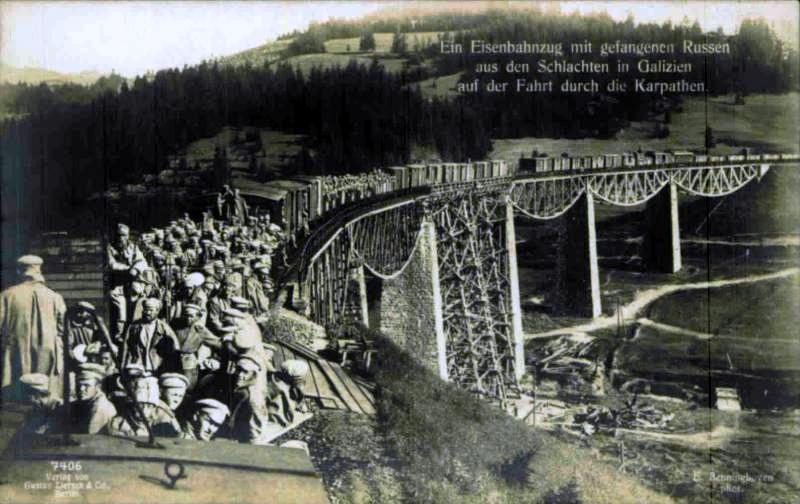
Un train de prisonniers de guerre russes traversant les Carpates, 1915.

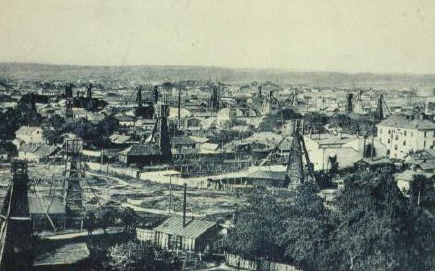
Ville et puits de pétrole de Boryslav, v. 1900-1920.

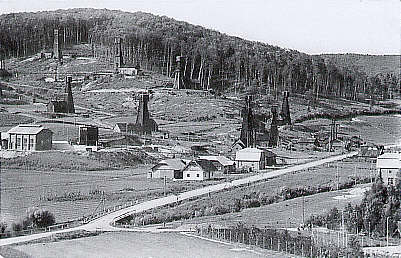
Puits de pétrole de Grabownica, v.1930.

Pendant la Première Guerre mondiale, la Galicie constitue une des principales sources d'approvisionnement en pétrole des empires centraux et la seule accessible jusqu'à la conquête de la Roumanie à l'automne 1916.
Les champs pétrolifères de Galicie changent de mains plusieurs fois. Conquis par l'armée russe pendant la première campagne de Galicie en septembre 1914, ils sont repris par les Austro-Hongrois lors de l'offensive de Gorlice-Tarnów en mai 1915. Dévastés par les Russes lors de leur retraite, ils sont remis en activité mais le manque de main-d'œuvre et les tensions interethniques ne leur permettent pas de retrouver leur rendement d'avant-guerre,. En 1918, la production galicienne n'est que de 822 940 tonnes, soit 40% du volume de 1909. Pendant cette période, beaucoup d'habitants, notamment des juifs, fuient la région pour échapper aux violences et vont se réfugier à Vienne.
Au lendemain de la Première Guerre mondiale, la région, revendiquée par les nationalistes ukrainiens de la république populaire d'Ukraine occidentale, est de nouveau disputée pendant la Guerre polono-ukrainienne et reste finalement, en 1919, en possession de la république polonaise. L'exploitation recommence à se développer dans les années 1920 avec le concours des capitaux français : la France, en application du traité de Versailles, se porte garante de l'indépendance économique de la Pologne et opère en coopération avec les investisseurs locaux en s'efforçant d'évincer les Britanniques et les Austro-Allemands. La Société des pétroles de Grabownica et les Pétroles de Zagórz, fondées en 1913-1914 par des groupes d'affaires de Roubaix, fusionnent en 1926 avec un capital qui atteint 12 millions de francs en 1928. Le Consortium du Nord, ayant repris ses participations d'avant-guerre, devient en 1921 le principal fondateur de la Société des pétroles de Silvia Plana (capital initial de 8 millions de francs).
En 1928, l'écrivain autrichien Joseph Roth se rend en reportage en Galicie orientale pour le compte du quotidien allemand Frankfurter Zeitung et décrit la région pétrolière qu'il appelle la « Californie polonaise » ou le « Bakou polonais ». Les villes de Drohobytch, Boryslav et Trouskaviets, simples villages un demi-siècle plus tôt, forment une agglomération unique, avec 30 000 habitants pour la seule Boryslav. Les piétons circulent sur des plateformes au-dessus des oléoducs. La richesse pétrolière attire toutes sortes d'investisseurs et d'aventuriers, les fortunes se font et se défont très rapidement, laissant un grand nombre de constructions provisoires et inachevées. Plusieurs milliers de puits d'extraction se détachent sur le paysage forestier des Carpates.
Dans les années 1930, l'Allemagne, soucieuse d'assurer ses ressources en pétrole dans une perspective de réarmement, crée en Galicie la société Beskiden Erdöl (pétrole des Beskides).
En septembre 1939, au début de la Seconde Guerre mondiale, l'armée allemande occupe brièvement les champs pétrolifères de Boryslav et Drohobytch lors de l'invasion de la Pologne mais elle les abandonne aux Soviétiques en application du pacte germano-soviétique signé le 23 août. Beaucoup de « bourgeois » polonais et juifs sont déportés vers le Goulag. En sens inverse, des techniciens soviétiques viennent d'autres régions pour étudier les techniques pétrolières occidentales, introduites en Galicie et plus performantes que les leurs.
La région est de nouveau conquise par les Allemands lors de l'opération Barbarossa. L'exploitation pétrolière reprend avec une main-d'œuvre composée en grande partie de travailleurs forcés juifs. Ceux-ci, en raison de leur compétence technique, échappent temporairement à l'extermination. L'ingénieur allemand Berthold Beitz obtient plus tard le titre de « Juste parmi les nations » pour avoir sauvé ses ouvriers juifs. En 1942 et 1943, la production pétrolière n'atteint que 74 % et 79 % de celle de 1938 et la Galicie, au total, ne fournit que 2,6 % du pétrole consommé par la Wehrmacht pendant la guerre.

## Déclin

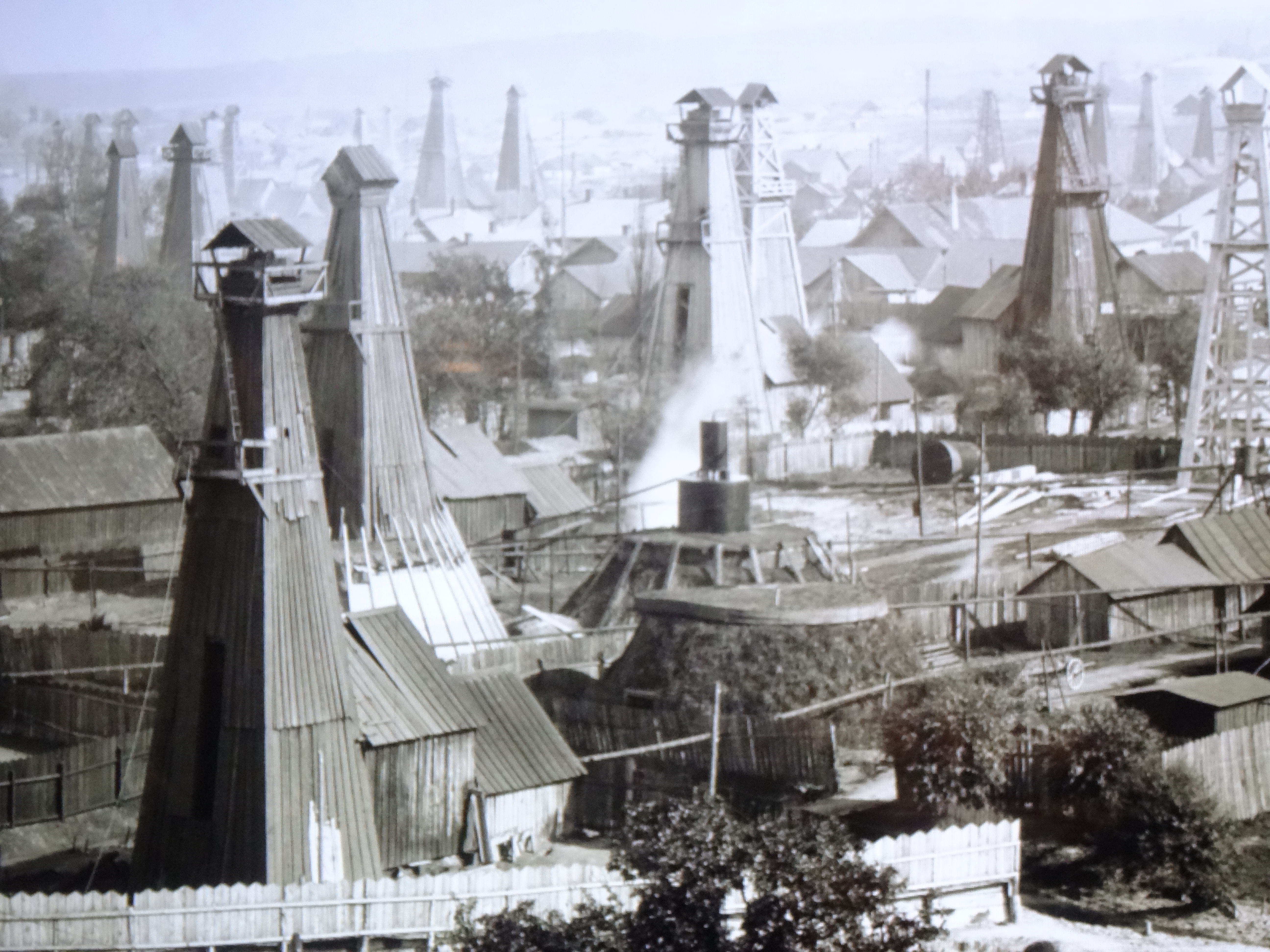
Puits de pétrole à Boryslav, date inconnue.

Après 1945, la Galicie orientale est de nouveau intégrée à la république soviétique d'Ukraine. Le pétrole reste l'activité principale de l'ancien bassin et beaucoup de jeunes vont étudier les techniques pétrolières à l'Université nationale polytechnique de Lviv ou à l'Université d'État du pétrole et du gaz à Moscou (familièrement surnommée la « Kerosinska »). Après l'indépendance de l'Ukraine en 1991, l'exploitation décline et ne subsiste qu'à petite échelle. Quelques pompes isolées sont encore en service autour de Boryslav et Skhidnytsia.

## Dans la culture
Les puits de pétrole de Galicie ont laissé des traces dans le paysage avec des noms de lieux comme Ropica Polska, Ropica Ruska, Ropa, Ropienka et Ropianka qui dérivent de ropa (pétrole, en polonais et ukrainien). Ils sont évoqués dans les poèmes ukrainiens d'Ivan Franko et dans les œuvres de Joseph Roth et Robert Musil
. Ils sont au centre du roman The Jewish Oil Magnates of Galicia de Julien Hirszhaut, publié en yiddish en Argentine en 1954.
Le circuit touristique international The Petroleum Trail (en) permet de parcourir les anciens sites pétroliers de Pologne et d'Ukraine.